# Балхаський район
Балха́ський район (каз. Балқаш ауданы, рос. Балхашский район) — адміністративна одиниця у складі Алматинської області Казахстану. Адміністративний центр — село Баканас.

## Населення
Населення — 29209 осіб (2021; 30037 у 2009, 30967 у 1999, 38772 у 1989).
Національний склад (станом на 2010 рік):
- казахи — 27254 особи (90,86 %)
- росіяни — 1971 (6,57 %)
- німці — 255 осіб
- корейці — 152 особи
- уйгури — 148 осіб
- українці — 90 осіб
- татари — 38 осіб
- азербайджанці — 8 осіб
- узбеки — 7 осіб
- киргизи — 6 осіб
- дунгани — 3 особи
- курди — 3 особи
- поляки — 3 особи
- білоруси — 1 особа
- греки — 1 особа
- турки — 1 особа
- інші — 55 осіб

## Історія
1997 року до складу району увійшла територія ліквідованого Куртинського району — Акжарський, Желторангинський, Куйганський, Сарикомейський та Топарський сільські округи.

## Склад
До складу району входять 15 сільських округів:
| Поселення                        | Площа, км² | Населення, осіб (1989) | Населення, осіб (1999) | Населення, осіб (2009) | Населення, осіб (2021) | Центр      | Населені пункти |
| -------------------------------- | ---------- | ---------------------- | ---------------------- | ---------------------- | ---------------------- | ---------- | --------------- |
| Акдалинський сільський округ     | -          | 1744                   | 1782                   | 1761                   | 1911                   | Акдала     | 1               |
| Акжарський сільський округ       | -          | 1549                   | 1054                   | 1024                   | 1051                   | Барібаєва  | 2               |
| Аккольський сільський округ      | -          | 1952                   | 1336                   | 1261                   | 1088                   | Акколь     | 2               |
| Баканаський сільський округ      | -          | 7302                   | 5943                   | 5461                   | 6689                   | Баканас    | 3               |
| Бакбактинський сільський округ   | -          | 4593                   | 4089                   | 4048                   | 3961                   | Бакбакти   | 1               |
| Балатопарський сільський округ   | -          | 3061                   | 1955                   | 1957                   | 1609                   | Балатопар  | 2               |
| Берекенський сільський округ     | -          | 1971                   | 1839                   | 1802                   | 1643                   | Береке     | 2               |
| Бірліцький сільський округ       | -          | 2172                   | 1920                   | 2206                   | 1893                   | Бірлік     | 1               |
| Желторангинський сільський округ | -          | 2156                   | 1780                   | 1761                   | 1519                   | Желторанги | 2               |
| Жиделинський сільський округ     | -          | 2409                   | 1925                   | 1530                   | 1348                   | Жиделі     | 3               |
| Караойський сільський округ      | -          | 2840                   | 1838                   | 1998                   | 2025                   | Караой     | 3               |
| Коктальський сільський округ     | -          | 1950                   | 1395                   | 1372                   | 1084                   | Коктал     | 2               |
| Куйганський сільський округ      | -          | 1486                   | 1515                   | 1423                   | 1135                   | Куйган     | 2               |
| Міялинський сільський округ      | -          | 1762                   | 1269                   | 1128                   | 1089                   | Міяли      | 1               |
| Топарський сільський округ       | -          | 1825                   | 1327                   | 1305                   | 1164                   | Топар      | 1               |

## Найбільші населені пункти
Населені пункти з чисельністю населення понад 1000 осіб:
| №  | Населений пункт | Населення, осіб (1989) | Населення, осіб (1999) | Населення, осіб (2009) | Населення, осіб (2021) |
| -- | --------------- | ---------------------- | ---------------------- | ---------------------- | ---------------------- |
| 1  | Баканас         | 6 642                  | 5 417                  | 5 004                  | 6 288                  |
| 2  | Бакбакти        | 4 521                  | 4 089                  | 4 048                  | 3 961                  |
| 3  | Караой          | 2 417                  | 1 573                  | 1 825                  | 1 933                  |
| 4  | Акдала          | 1 744                  | 1 782                  | 1 761                  | 1 911                  |
| 5  | Бірлік          | 2 172                  | 1 920                  | 2 206                  | 1 893                  |
| 6  | Балатопар       | 2 114                  | 1 836                  | 1 918                  | 1 598                  |
| 7  | Желторанги      | 1 872                  | 1 717                  | 1 725                  | 1 458                  |
| 8  | Жиделі          | 1 347                  | 1 193                  | 1 249                  | 1 280                  |
| 9  | Топар           | 1 510                  | 1 327                  | 1 305                  | 1 164                  |
| 10 | Береке          | 1 406                  | 1 270                  | 1 199                  | 1 153                  |
| 11 | Міяли           | 1 270                  | 1 269                  | 1 128                  | 1 089                  |
| 12 | Куйган          | 1 268                  | 1 386                  | 1 356                  | 1 059                  |
| 13 | Коктал          | 1 042                  | 1 165                  | 1 247                  | 1 010                  |